# Santa Maria de Cadaqués
Santa Maria de Cadaqués és una església catòlica romana que es troba a Cadaqués (Alt Empordà). És l'església parroquial de la localitat. Està dedicada a Santa Maria i està situada al punt més alt de la vila constituint un dels elements més emblemàtics del seu paisatge Figura inclosa en l'Inventari del Patrimoni Arquitectònic de Catalunya. Pertany al Bisbat de Girona.

## Arquitectura

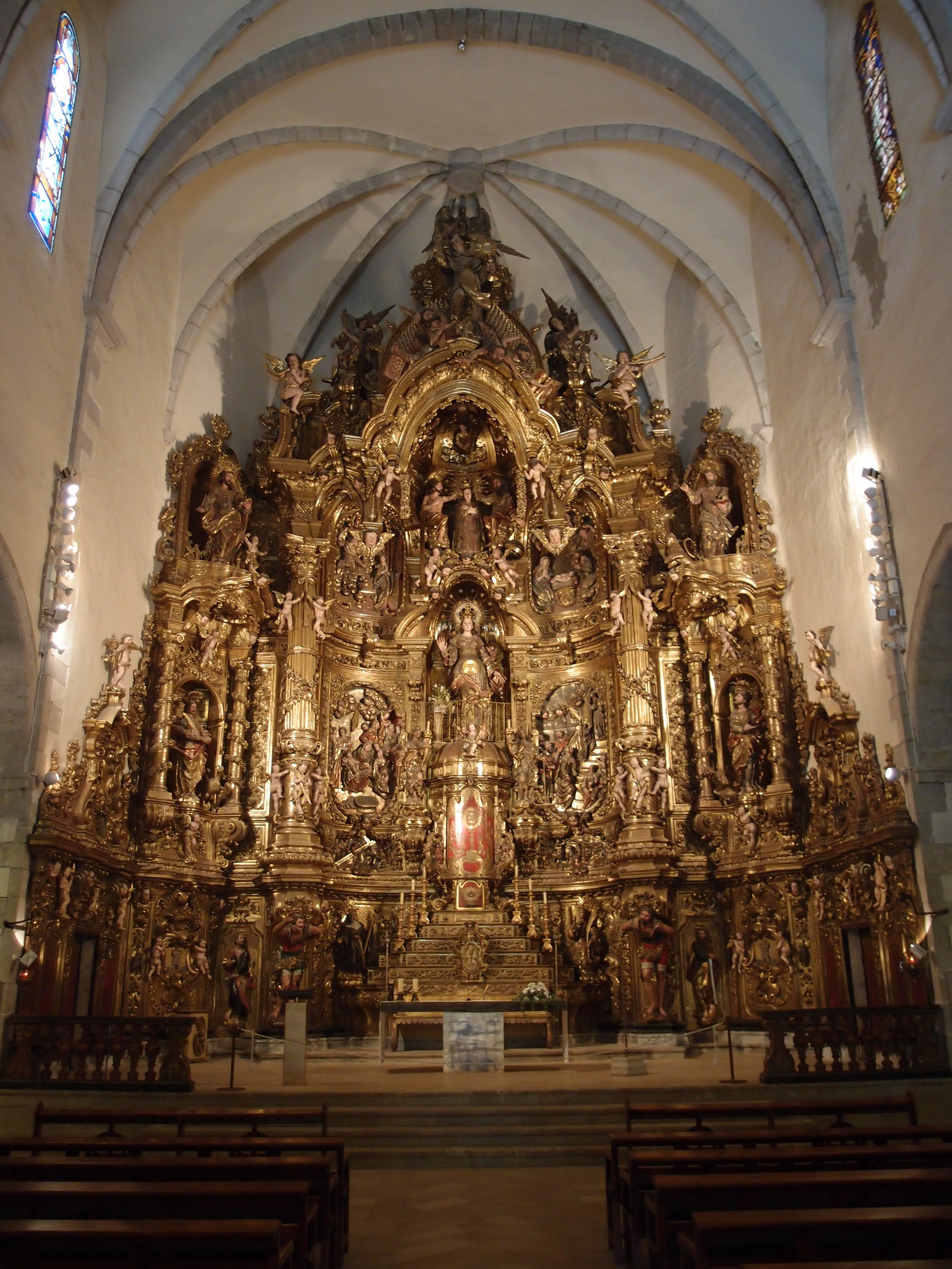
Altar Major de Santa Maria dels escultors Pau Costa i Joan Torras

Edifici d'una sola nau amb capçalera poligonal i capelles laterals. A l'interior, està distribuïda en cinc crugies coronades per quatre arcs torals apuntats. Els espais pròxims al presbiteri presenten volta de creueria, amb les claus decorades amb relleus, mentre que a les dues crugies frontals la volta va ser renovada. L'arc triomfal és apuntat.
Les capelles laterals, cinc a cada banda, també presenten arc apuntat i volta de creueria.
A l'exterior, les façanes, estan arrebossades i emblanquinades. A la base del campanar hi ha un rellotge de sol amb la següent llegenda: "Jo sense sol, tu sense fe, no som res". Presenta una base quadrada amb un cos octogonal al damunt per dos cossos sobreposats a una mena de templet amb volutes cupular. Les obertures estan reformades en època moderna.
A un dels costats sobresurt la Capella Fonda (o de la Pietat), que és un afegit posterior (segle XVIII-XIX) i està coberta per una cúpula.
Destaca sobretot l'important retaule de Santa Maria de Cadaqués (segle xviii), considerat un dels més notables retaules barrocs de Catalunya. És obra dels escultors Pau Costa i Joan Torras Està presidit per la imatge de la Mare de Déu de l'Esperança i coronat per la de Sant Tomàs, copatró de la vila. Al costat de l'escut de Cadaqués que es veu a la base porta inscrites les dates "Fet 1729 " i "Daurat 1788".
També és molt important l'orgue, considerat un dels més antics de Catalunya. Està situat a sota del campanar. A partir de 1683 es van començar a recaptar fons per a poder-lo construir. El 1689 es va encomanar la seva realització a l'orguener valencià Josep Boscà posant-li com a model l'orgue del convent de Sant Domènec de Girona. La construcció va durar poc més d'un any. L'orgue es va estrenar el 1690. Un dels principals col·laboradors de Boscà va ser el mestre torner de Girona Antoni Camplloch. Entre 1706 i 1709 es van haver de reparar els desperfectes causats pel setge de 1705. A finals del segle xviii s'hi va afegir la trompeteria exterior. Va ser restaurat entre 1982 i 2004 per Gerhard Grenzing.
Destaquen així mateix els diversos retaules barrocs de les capelles laterals, la trona de pedra, els dos bancs de fusta dels Cònsols de la Vila, i una petita pica d'aigua beneita amb la data inscrita de 1705.
A l'interior de l'església també s'hi troba una làpida amb una inscripció que recorda l'epidèmia de "còlera morbo" que es va declarar a Cadaqués l'any 1837 i que va causar 140 morts.

## Història

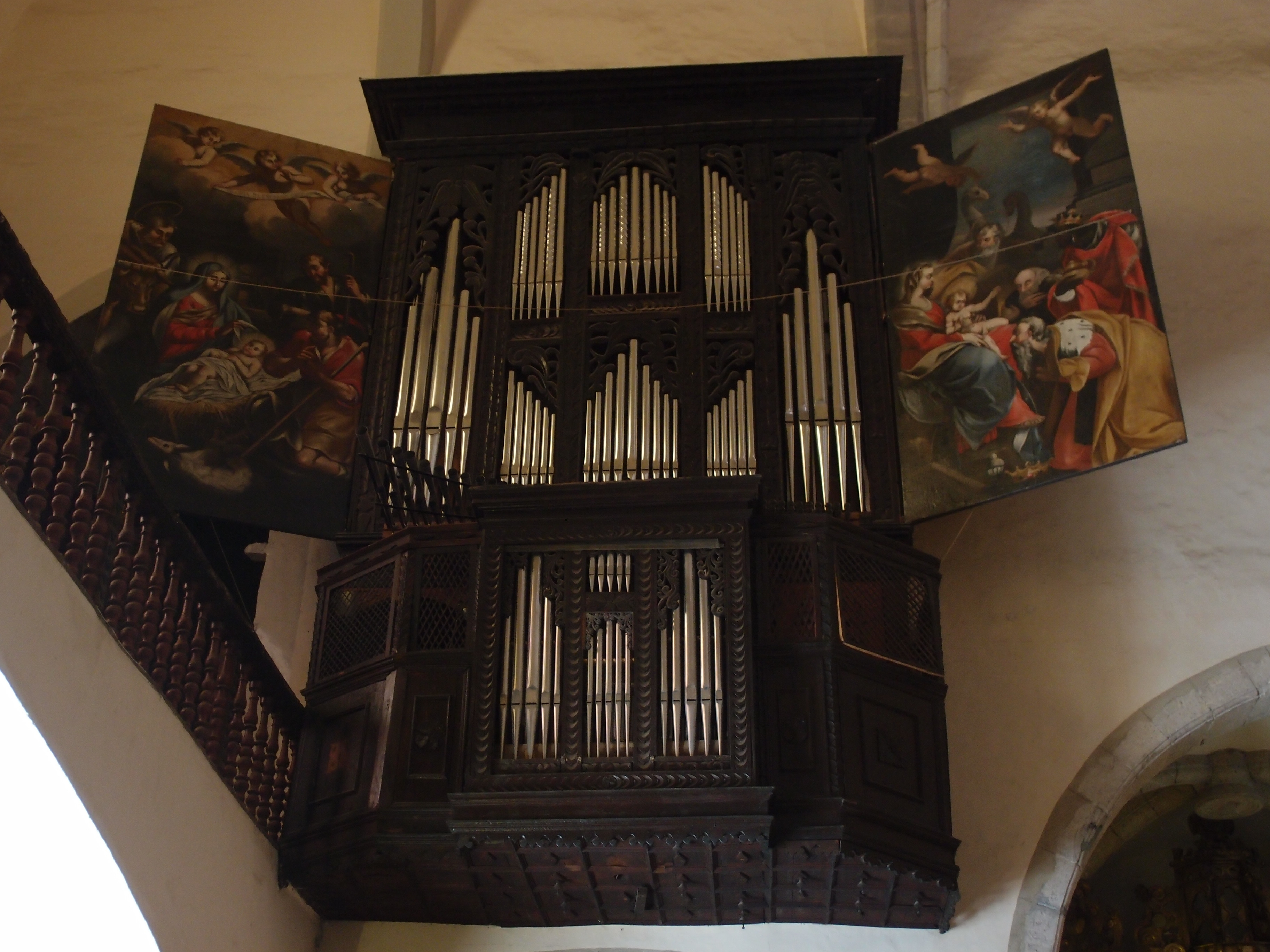
L'orgue de Santa Maria Cadaqués,considerat un dels més antics de Catalunya

Trobem notícies sobre l'església de Santa Maria de Cadaqués des del segle xiii, i especialment a les "Rationes Decimarum" dels anys 1279 i 1280 i als nomenclàtors diocesans del s. XIV. El temple actual fou bastit en lloc de l'antic que havia estat cremat per incursions de pirates ja el 1444 i el 1548. Es començà al s. XVI però no fou consagrat fins a l'any 1642 amb molta solemnitat, en plena ocupació francesa (Guerra dels Segadors); l'artilleria de Lluís XIII contribuí a l'esplendor de l'acte. La nau més propera a l'entrada és del segle xvii i la Capella Fonda, al mur esquerre, és del segle XVIII-XIX.
L'església és construïda amb "les penes de peix" i pescant les nits i els dies festius. Les obres havien tingut una llarga interrupció i l'any 1634 es pactà amb Pere Feliu, mestre de cases de Vilanant, la continuació de la part frontal, l'arranjament del presbiteri i l'enllosat de tota l'església a fi de poder-la acabar.
El 1681 el Consell de la Vila acordà dedicar una part de la pesca de cada cala per tal d'emblanquinar i fer més alt el campanar perquè pogués servir de senya. El 1670 s'hi posà el rellotge.
L'any 1676 els mestres de cases de Perpinyà Joan Marial i Aniol Costa feien un peritatge per construir l'absis de la catedral d'Elna, i Navata, a l'Empordà. Sens dubte aquesta actuació té a veure amb la data 1662 gravada a la part frontal del temple cadaquesenc i pot explicar el canvi d'estructura de la volta de la nau als trams pròxims a l'entrada.
Finalitzada l'obra del campanar es va emprendre la realització de l'orgue, dut a terme entre els anys 1689-90.
Completà l'ornamentació de l'església el retaule major de fusta daurada. Era previst de construir-lo ja des del 1705- contracte de la fusta-, però a causa de la Guerra de Successió no es va firmar el contracte amb els escultors fins al 1723 (Pau Costa i Joan Torras), al retaule hi consta que fou fet el 1729 i daurat el 1788.